# Bibliothèque d'Alsace
La Bibliothèque d'Alsace, service de la Collectivité européenne d'Alsace, est une bibliothèque départementale de prêt. Ce service permet d'assurer la politique de lecture publique, compétence obligatoire du département. La bibliothèque est constituée de six sites implantés à Betschdorf, Sarre-Union, Truchtersheim, Villé, Colmar et Altkirch.
C'est un centre de ressources, de coordination, d'assistance technique pour la promotion du livre, de la lecture et de la culture dans les communes de moins de 10 000 habitants issues de 40 communautés de communes. Elle est dirigée par Julie Caron-Vanesse depuis septembre 2021.

## Historique
Créée en 2021, à la suite de la fusion administrative des départements du Bas-Rhin et du Haut-Rhin, la Bibliothèque d'Alsace est issue du regroupement des anciennes Bibliothèque Départementale du Bas-Rhin (BDBR) et Médiathèque Départementale du Haut-Rhin.

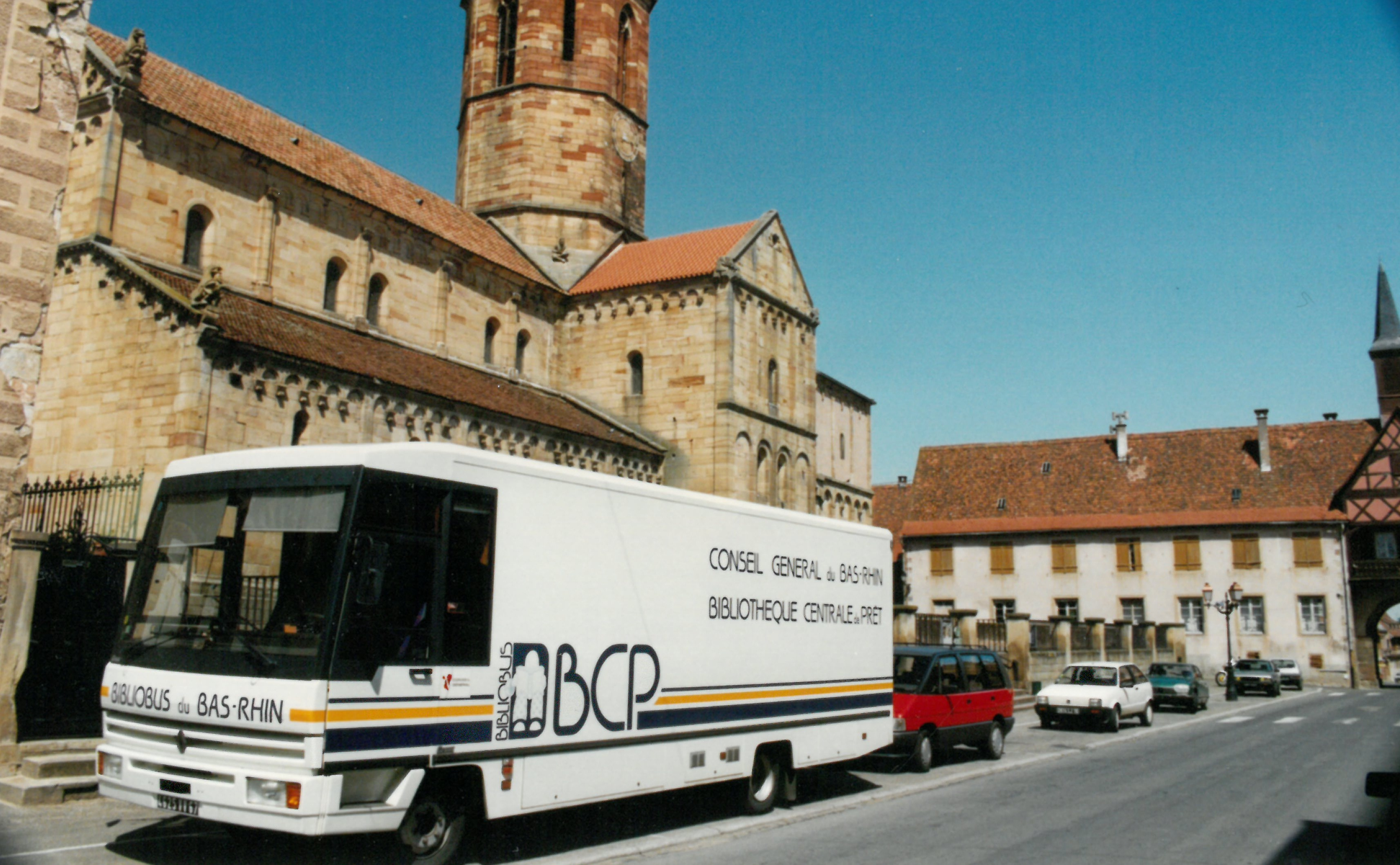
Bibliobus circulant à Rosheim dans les années 1990

Créée en 1946, la BDBR devient un service du conseil départemental du Bas-Rhin en 1986. En 1988, la compétence de lecture publique est transférée de l'État aux départements. Cinq nouveaux bibliobus sont mis en place pour desservir les bibliothèques du Bas-Rhin : trois au siège de la BDBR (situé à Strasbourg), un au relais de Sarre-Union et un au relais de Betschdorf.
Le siège de la BDBR est à Strasbourg jusqu'en 1999, où il déménage vers de Truchtersheim. Voulu par la collectivité afin d'avoir un bâtiment plus adapté aux services de la BDBR, ce déménagement est également un acte symbolique de la décentralisation des compétences : Truchtersheim est une ville rurale de moins de 3 000 habitants idéalement située au milieu du territoire. Le nouveau bâtiment est construit sur les fondations d'un ancien collège et permet une organisation plus efficace dans la présentation et la circulation des documents.
Avec l'arrêt progressif des bibliobus en 2008 dans le Bas-Rhin, l'accueil des bibliothécaires se fait directement sur les sites de la BDBR, avec une livraison des documents.
En 2020, la pandémie de covid-19 met fin à la circulation des bibliobus dans le Haut-Rhin.
2021 voit la création de la Collectivité européenne d'Alsace. Ses services sont fusionnés dont les BDP qui deviennent Bibliothèque d'Alsace.
En 2023, ce sont près de 310 établissements de lecture publique alsaciens qui sont affiliés et desservis par la Bibliothèque d'Alsace.

## Sites

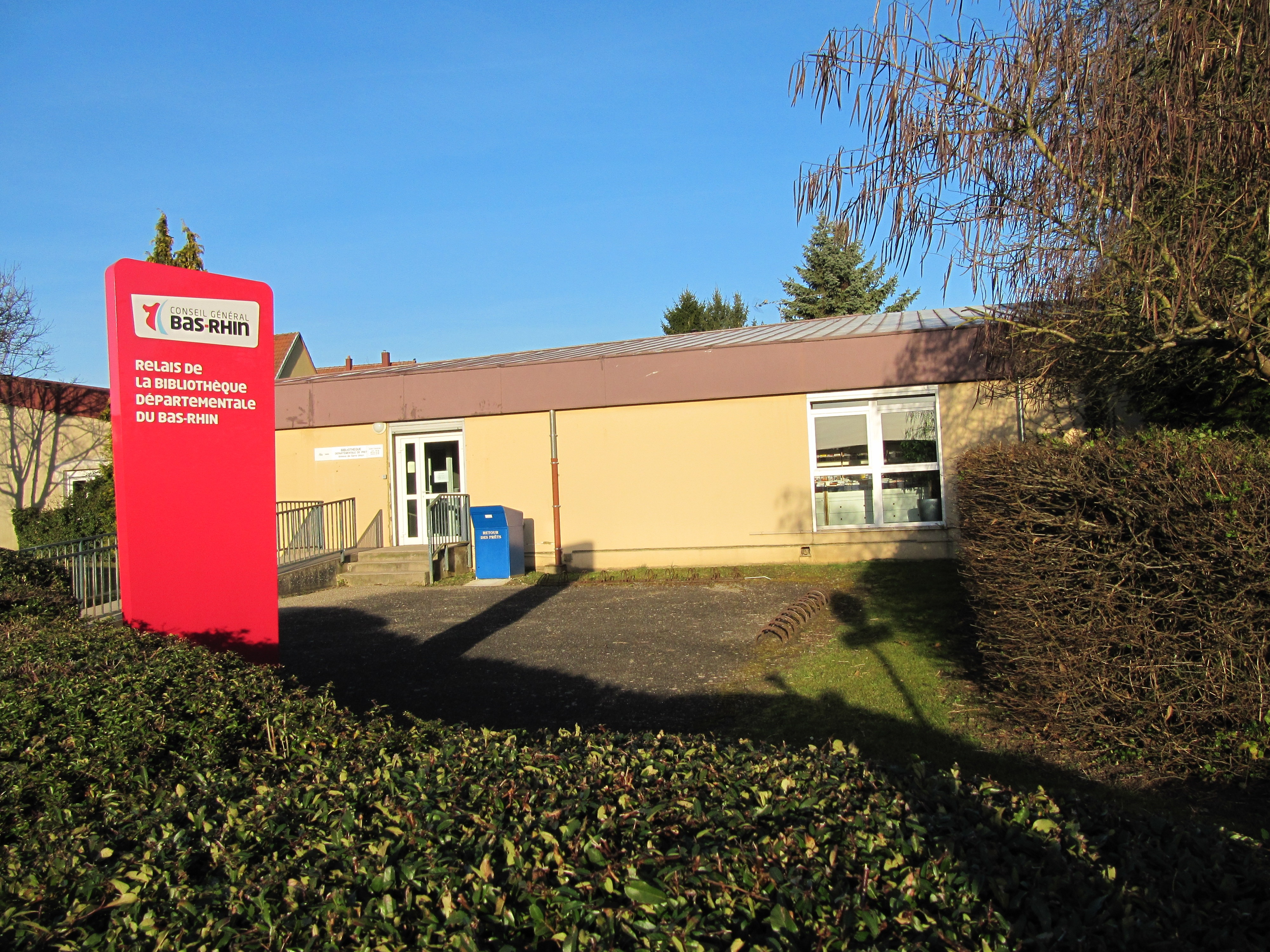
Entrée de la Bibliothèque de Sarre-Union - Relais BDBR

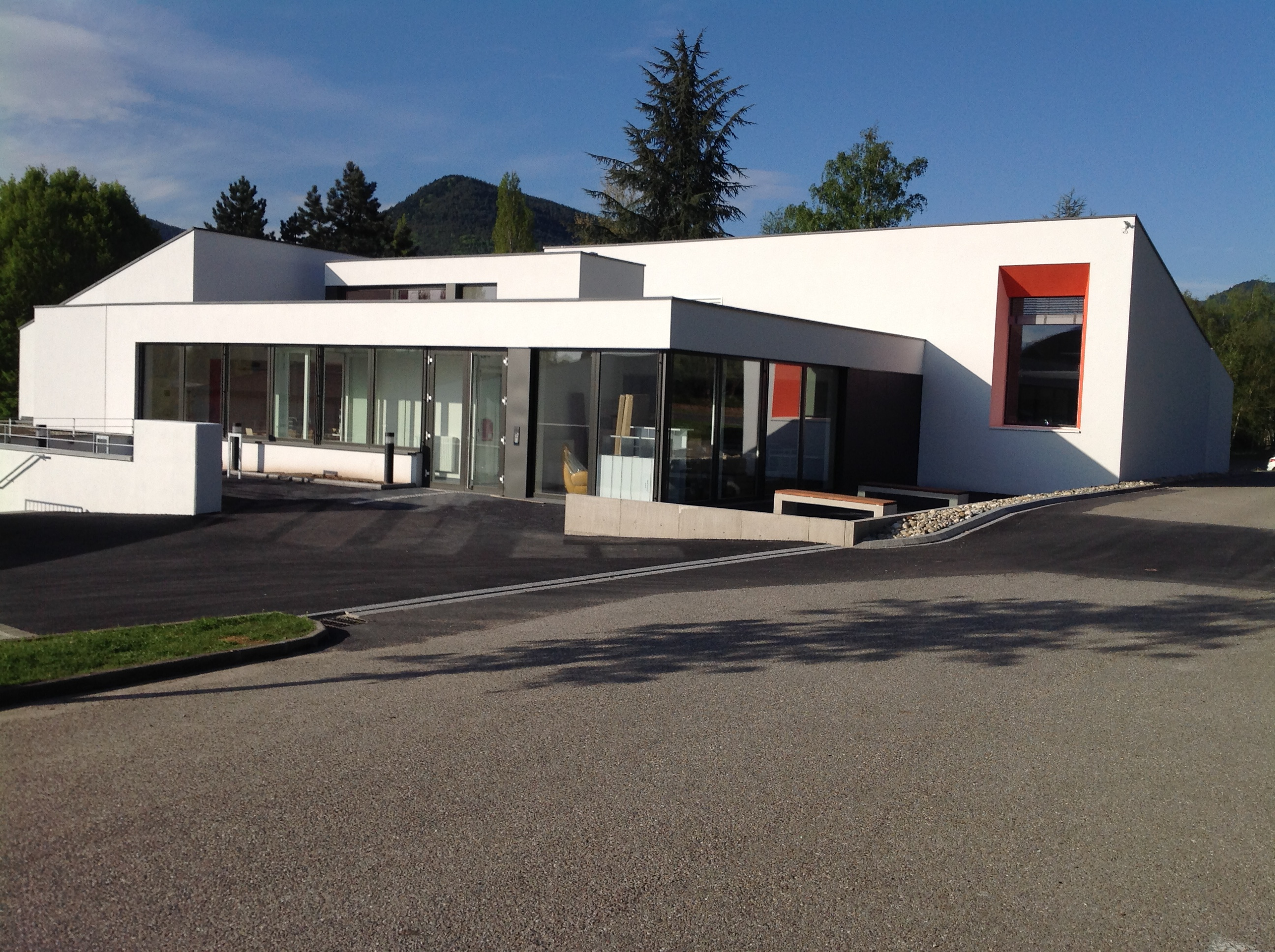
Bibliothèque du val de Villé en 2015 - Relais BDBR

Jusqu'en 2023, les six sites ont les mêmes missions et accompagnent les bibliothèques de leurs territoires, trois d'entre eux étant en plus ouverte au public direct : la médiathèque de Sarre-Union, la médiathèque Vallée de Villé et la médiathèque du Sundgau. À partir de septembre 2023, l'accompagnement des bibliothécaires est recentrée sur les sites de Betschdorf, Truchtersheim et Colmar, les autres se dédiant au public direct.
- la médiathèque de Sarre-Union : d’une surface de 440 m², cet établissement culturel offre un service direct à la population ;
- La Bibliothèque d'Alsace de Betschdorf : cet établissement accompagne les bibliothèques dans le nord-est du département, de Wissembourg  jusqu'à l'Eurométropole de Strasbourg. Il n’est pas ouvert au public.
- La Bibliothèque d'Alsace de Truchtersheim : tête de réseau du nord-Alsace, la Bibliothèque d'Alsace de Truchtersheim accompagne les bibliothécaires du Kochersberg à l'Alsace bossue au nord, et de la vallée de Bruche au canton d'Erstein au sud.
- la médiathèque Vallée de Villé : à Villé, sur une surface de 720 m2, elle est ouverte au public.
- la Bibliothèque d'Alsace de Colmar : tête du réseau pour le sud-Alsace, la Bibliothèque d'Alsace de Colmar accompagne les bibliothèques de Colmar au Sundgau. Elle n'est pas ouverte au public ;
- la médiathèque du Sundgau : à Altkirch, ouverte au public.

## Missions et services
La Bibliothèque d'Alsace propose différents services aux bibliothécaires bénévoles et salariés des bibliothèques de son réseau :
- prêt et circulation de documents, livres, CD ou DVD ;
- prêt de supports d'animations ;
- services numériques pour les usagers[3] ;
- soutien à l'action culturelle via les festivals l'Alsace se raconte (anciennement Vos oreilles ont la parole (VOOLP)) et Décodage organisations d'événements ponctuels ;
- formation initiale et continue[4].

### Prêt de documents
La Bibliothèque d'Alsace constitue des fonds documentaires en son sein puis les valorise afin de les proposer aux bibliothèques de son réseau. Le but est de permettre à des établissements de petite ou moyenne taille de renouveler leurs collections et d'attirer de nouveaux lecteurs. Afin de prêter des documents aux autres bibliothèques et au public, elle dispose de plusieurs services logistiques :
- Un service de navette qui permet de répondre aux demandes ponctuelles transmises par les bibliothèques pour elles ou leurs usagers. Les réservations s'effectuent depuis le catalogue sur le site web.
- Un service de desserte qui permet la livraison des bibliothèques du département souhaitant renouveler leurs collections (2 à 3 fois par an).
- Une navette inter-sites qui permet l'échange de documents et de matériels entre les relais (2 fois par mois).
- La possibilité de livrer des supports d'animations lourds pour les communes ne disposant pas de véhicule de service.

### Outils de médiation

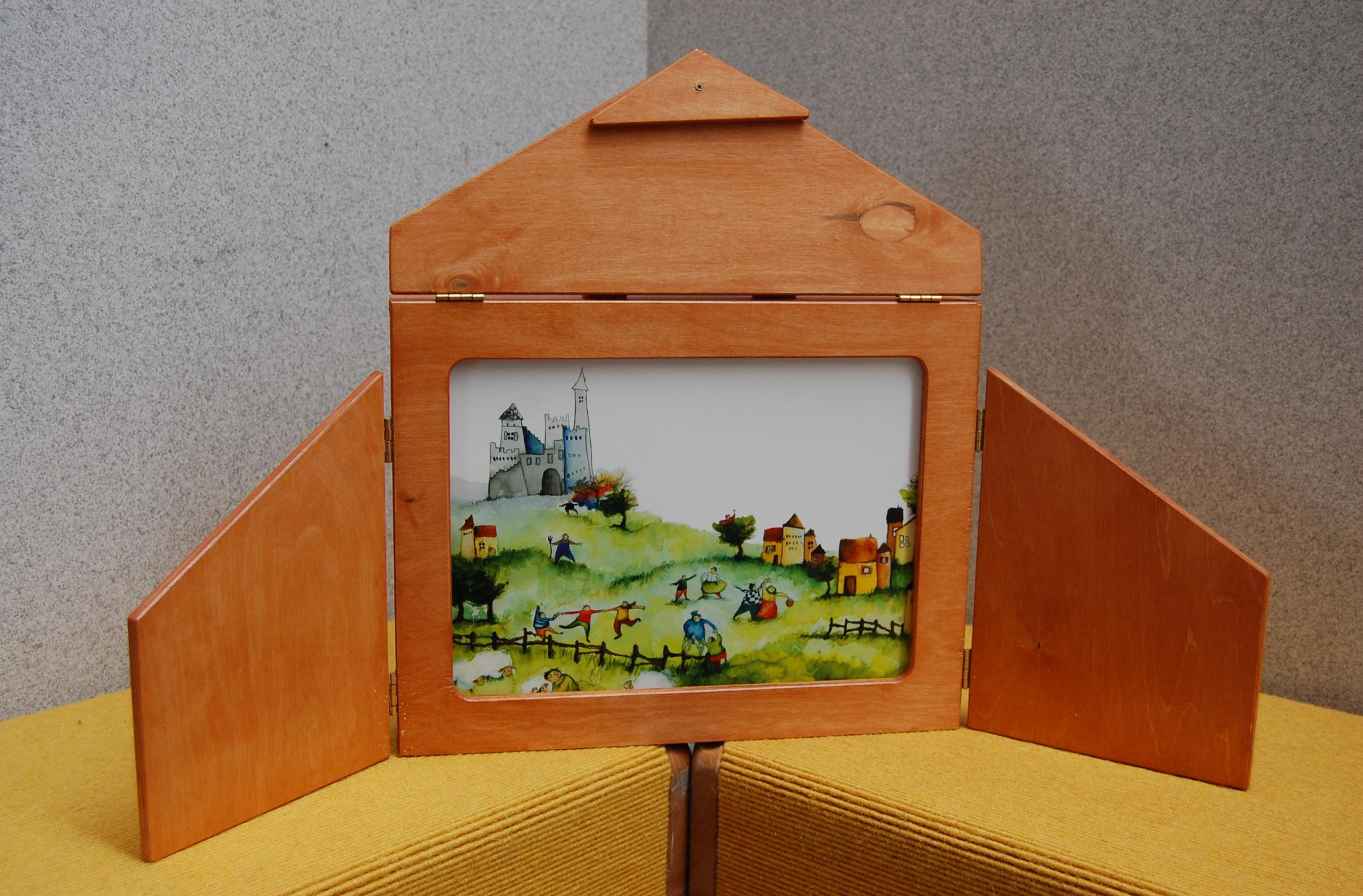
Exemple de support d'animation : Un Kamishibaï

Ces outils sont proposés aux bibliothèques du réseau pour réaliser des animations ponctuelles avec différents publics. 
- Expositions : des panneaux thématiques (climat, chocolat, épices, etc.) accompagnent une sélection de documents (livres, CD, DVD, jeux...) ainsi qu'un classeur permettant de préparer des animations liées à la thématique.
- Malles : Sur le même principe que les expositions, les malles contiennent des documents et des éléments pour réaliser des animations. De plus, un partenariat avec le Vaisseau et le Château du Haut-Koenigsbourg a permis l'élaboration de malles thématiques scientifiques.
- Valisettes : une malle de petite taille qui contient une sélection limitée de documents.
- Kamishibaï: il s'agit d'un théâtre d'images d'origine japonaise dans lequel on glisse des planches numérotées (une image d'un côté et le texte de l'autre) afin de raconter une histoire.
- Supports en tissus : ils permettent de raconter une ou plusieurs histoires à l'aide de petits personnages en tissu.
- Sacs Vit'anim :  ce support qui contient une quinzaine de documents à destination des jeunes enfants permet de réaliser une animation courte dans le cadre de la réforme des rythmes scolaires.

### Formation
La Bibliothèque d'Alsace, tout comme d'autres BDP, propose des formations gratuites pour l'ensemble des salariés et des bénévoles de son réseau. Ces formations se répartissent au sein de deux grands volets :
- la formation initiale : elle consiste en quatre journées complètes de formation autour de plusieurs grandes thématiques du métier de bibliothécaire. Cette formation est primordiale à la bonne compréhension du métier et souhaitable avant de réaliser une formation continue sur un thème plus précis ;
- la formation continue : elle permet d'approfondir certaines thématiques plus spécifiques des métiers du livre et de l'animation en bibliothèque. Elles sont souvent en lien avec l’actualité et les enjeux du métier : la gestion d’une bibliothèque, les collections, l’action culturelle, l’accueil des publics, la médiation, les nouveaux supports (jeux vidéo) ou encore la communication dans une bibliothèque

### Site web
Mis en place en 2022, le site actuel de la Bibliothèque d'Alsace offre un accès gratuit à son catalogue, soit plus de 700 000 documents réservables par les usagers des bibliothèques du réseau. Il est également possible d'accéder aux catalogues de formations et d'animations. Le portail regroupe également les services numériques offerts par la Bibliothèque d'Alsace aux bibliothèques ainsi qu'à leurs usagers.

### Numérique
Depuis 2010, des services numériques sont proposés aux bibliothèques du réseau départemental qui peuvent ensuite les proposer à leur usagers :
- une médiathèque numérique pour emprunter des livres numériques, voir des documentaires en vidéo ou écouter de la musique ;
- le prêt de tablettes et liseuses.